# Communes de la province de Plaisance
- Haut – A
- B
- C
- D
- E
- F
- G
- H
- I
- J
- K
- L
- M
- N
- O
- P
- Q
- R
- S
- T
- U
- V
- W
- X
- Y
- Z

## A
- Agazzano
- Alseno

## B
- Besenzone
- Bettola
- Bobbio
- Borgonovo Val Tidone

## C
- Cadeo
- Calendasco
- Caminata
- Caorso
- Carpaneto Piacentino
- Castel San Giovanni
- Castell'Arquato
- Castelvetro Piacentino
- Cerignale
- Coli
- Corte Brugnatella
- Cortemaggiore

## F
- Farini
- Ferriere
- Fiorenzuola d'Arda

## G
- Gazzola
- Gossolengo
- Gragnano Trebbiense
- Gropparello

## L
- Lugagnano Val d'Arda

## M
- Monticelli d'Ongina
- Morfasso

## N
- Nibbiano

## O
- Ottone

## P
- Pecorara
- Plaisance
- Pianello Val Tidone
- Piozzano
- Podenzano
- Ponte dell'Olio
- Pontenure

## R
- Rivergaro
- Rottofreno

## S
- San Giorgio Piacentino
- San Pietro in Cerro
- Sarmato

## T
- Travo

## V
- Vernasca
- Vigolzone
- Villanova sull'Arda

## Z
- Zerba
- Ziano Piacentino